# Oh! Susanna

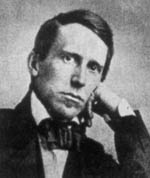
Stephen Foster

„Oh! Susanna“ (v českém prostředí jen Zuzana) je zlidovělá americká píseň, původně šířená minstrelovými kabaretními soubory. Jejím autorem je Stephen Collins Foster a poprvé byla zveřejněna v roce 1848. Pojednává o jižanském kovbojovi, který se svým banjem cestuje z Alabamy do Louisiany, a řadí se mezi nejoblíbenější americké písně vůbec.

## Počátky
Foster napsal píseň poté, co se roku 1846 přestěhoval do Cincinnati v Ohiu. Poprvé však byla "Oh! Susanna" zahrána až 11. září roku 1847, a to v cukrárně v pensylvánském Pittsburghu. O rok později ji zpět v Cincinnati vydalo nakladatelství W. C. Peters & Co. a píseň se začala šířit mezi kabaretní soubory. Jak tehdy nebylo vůbec neobvyklé, mnozí si píseň chtěli přivlastnit a hlásili se o její autorství - mezi lety 1848 a 1851 byla jako plagiát nejméně jednadvacekrát vydána znovu. Sám Foster nakonec za píseň utržil pouhých 100 dolarů (v dnešním přepočtu necelé 3000 dolarů), pro vzrůstající popularitu písně se mu však podařilo uzavřít smlouvu na dvoucentový podíl z každé prodané kopie s firmou Firth, Pond & Company, pročež se stal vůbec prvním americkým zcela profesionálním písníčkářem.
Jméno Susannah (Zuzana) zvolil Foster dost možná kvůli své zesnulé sestře Charlotte, která se prostředním jménem zvala právě Susannah.
"Oh! Susanna" se stala nejen nejznámější písní Stephena Fostera, ale i jednou z nejznámějších amerických písní vůbec. Žádné americké skladby před touto nebylo prodáno více než 5 000 kopií; zato kopií Susanny bylo prodáno přes 100 000. Později se píseň (s novými slovy, tentokrát o cestování do Kalifornie s rýžovací pánví) také stala neoficiální hymnou kalifornských zlatokopů.

## Skladba
V písni se mísí hned několik hudebních stylů. Banjo zmiňované v úvodu odkazuje na nástroj afrického původu, ovšem rytmus je převzat z evropské (původem české) polky, která právě v době vzniku písně dobývala Ameriku. Nápěv je založen na durové pentatonické stupnici.  (poslech)
Doprovod písně tradičně tvoří kytara a harmonika a v pozadí klavír, banjo a saxofon.

Původní noty k písni
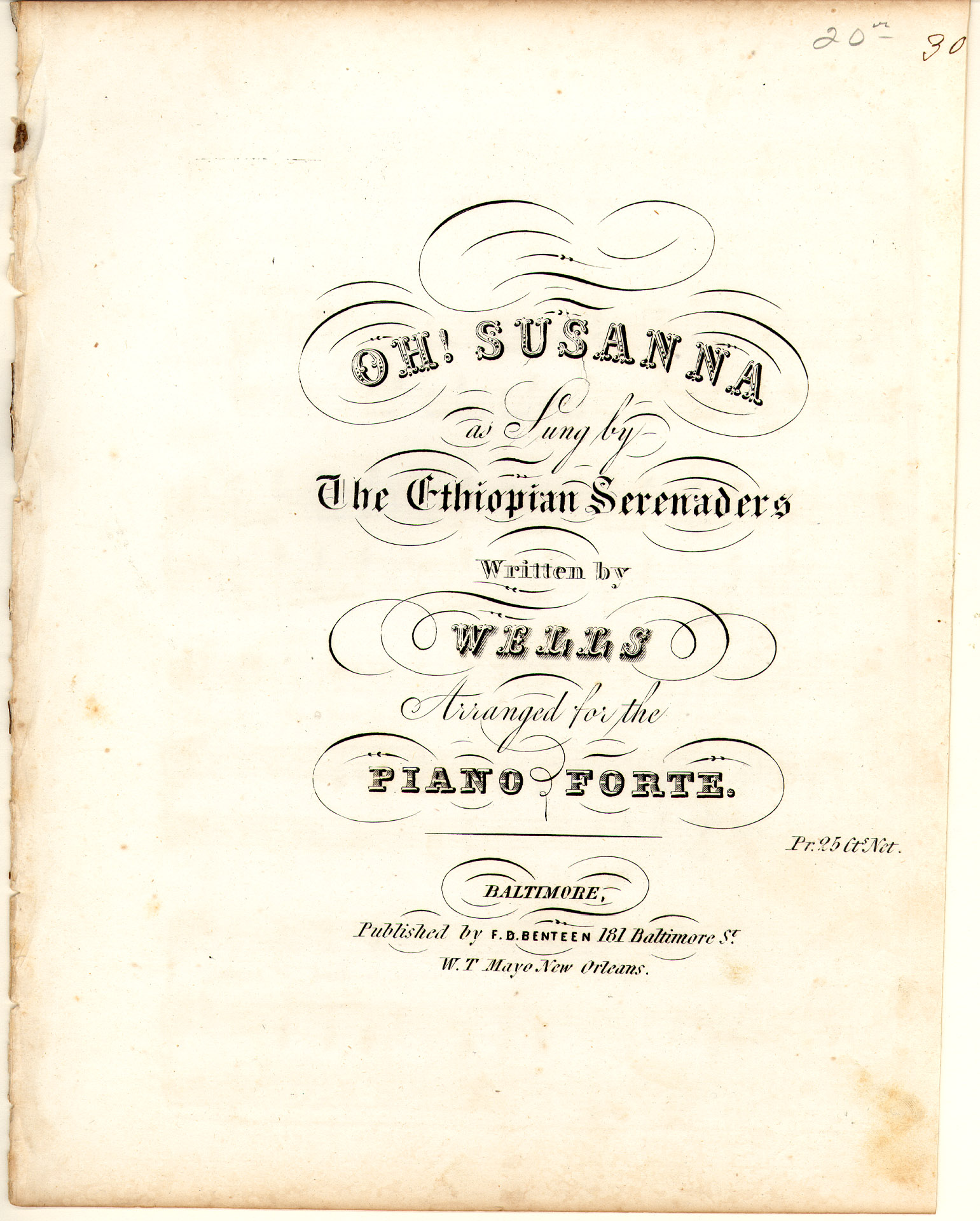
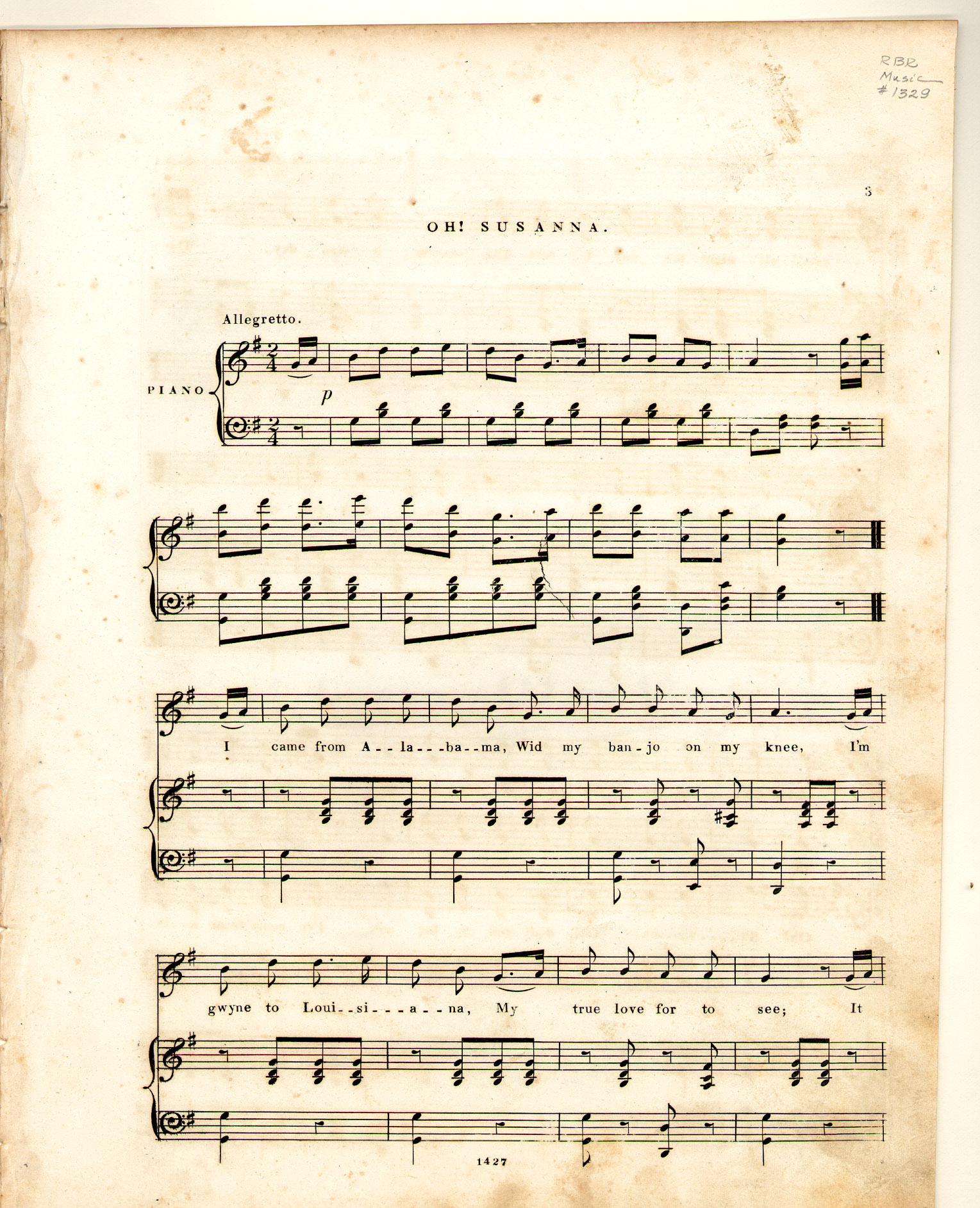
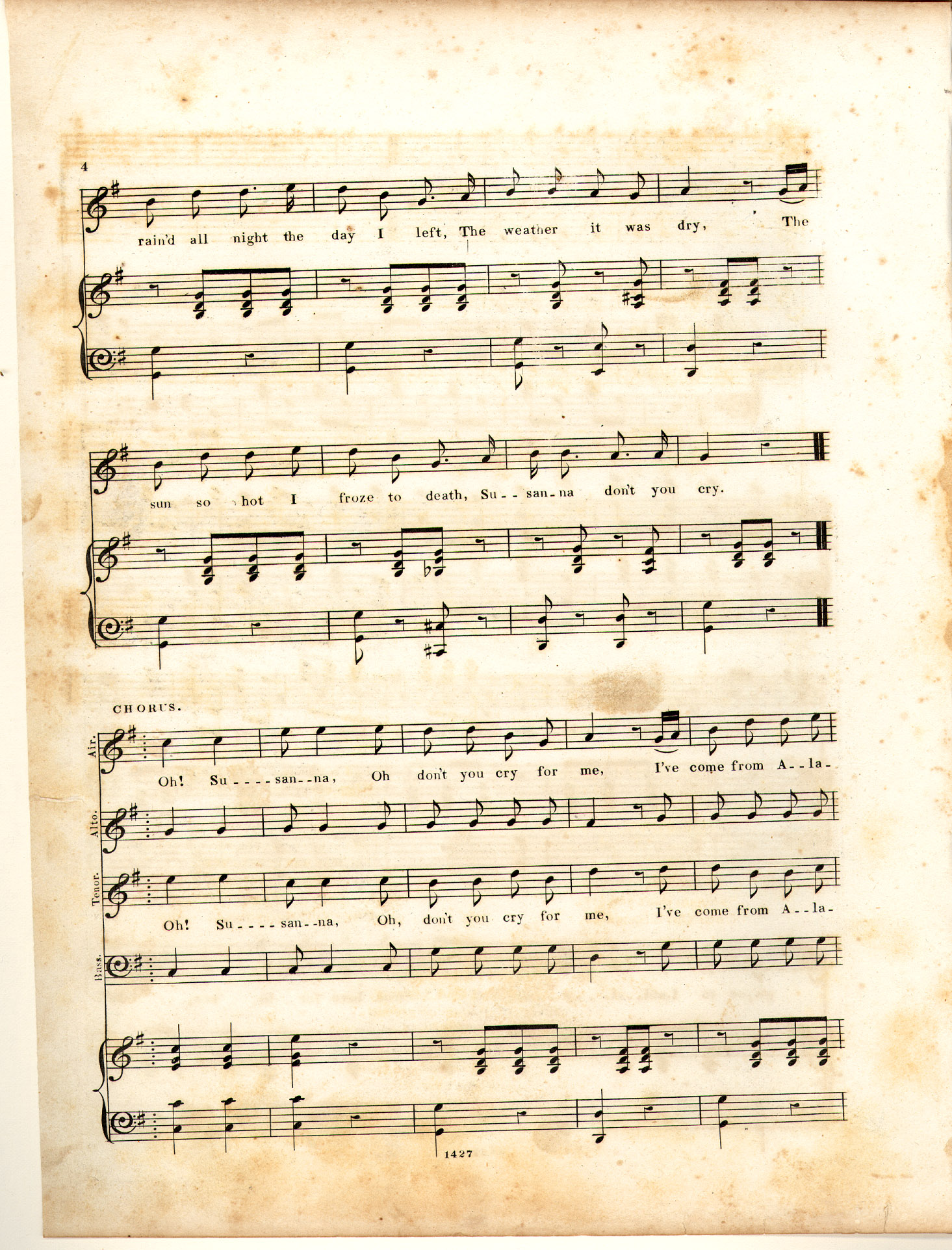
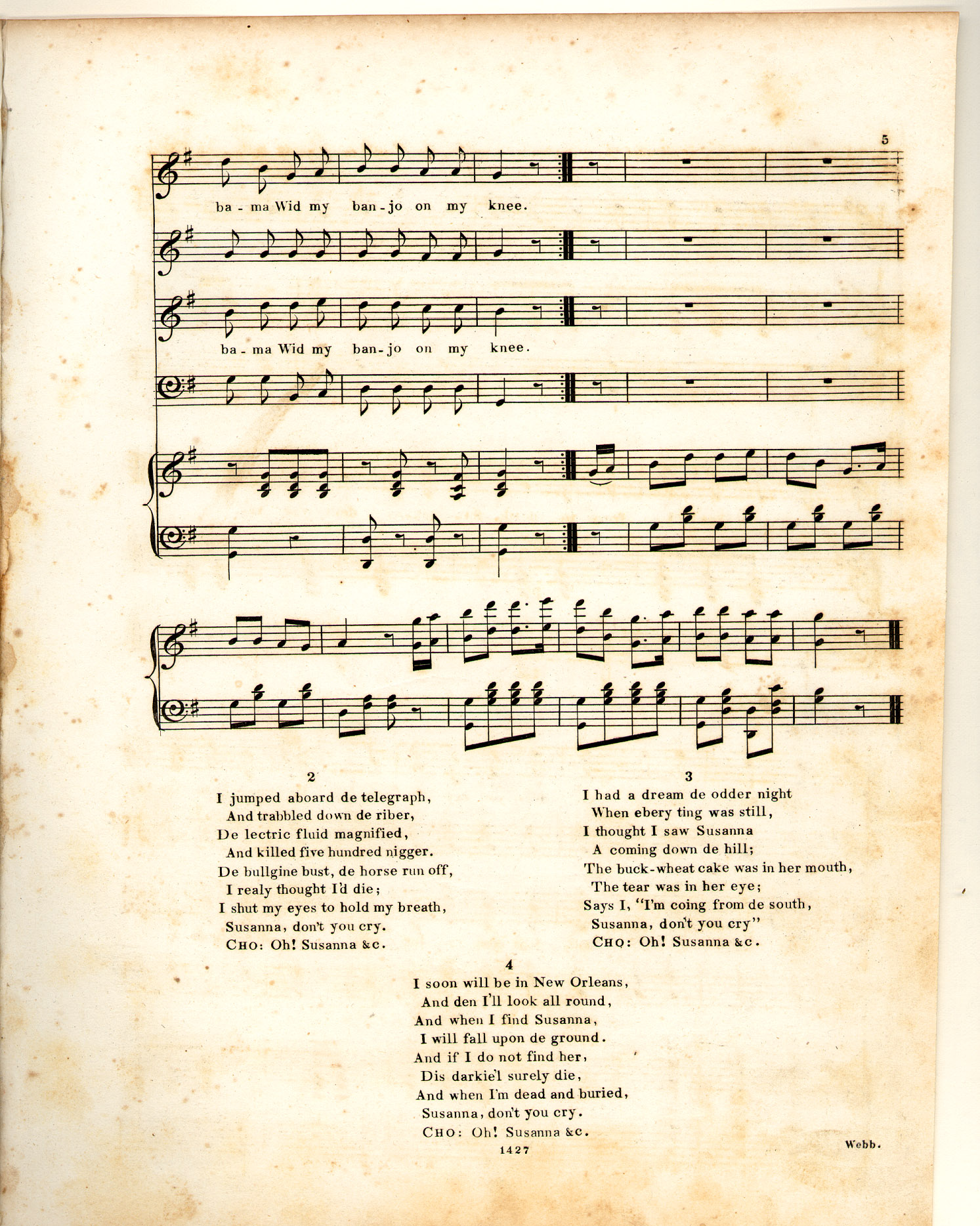

## Slova
Původní slova písně zní:
1. I came from Alabama, Wid a banjo on my knee,
I’m gwyne to Louisiana, My true love for to see.
It rain’d all night the day I left, The weather it was dry,
The sun so hot I froze to death; Susanna, don’t you cry.
R. Oh! Susanna, Oh don’t you cry for me,
cos’ I’ve come from Alabama, Wid my banjo on my knee
2. I jumped aboard the telegraph, And trabbled down de riber,
De lectric fluid magnified, And killed five hundred nigger.
De bullgine bust, de horse run off, I really thought I’d die;
I shut my eyes to hold my breath, Susanna don’t you cry.
R. Oh Susanna...
3. I had a dream the odder night, When ebery thing was still
I thought I saw Susanna A Coming down de hill;
The buck-wheat cake was in her mouth, The tear was in her eye;
Says I, “I’m coing from de south, Susanna, don’t you cry.”
R. Oh Susanna...
4. I soon will be in New Orleans, And den I’ll look all round,
And When I find Susanna, I will fall upon de ground.
And If I do not find her, Dis Darkie’l surely die,
And when I’m dead and buried, Susanna, don’t you cry.
R. Oh Susanna...

Pozdější tvář písně, v čisté angličtině bez původního Fosterova pensylvánského nářečí a již nezmiňující smrt pěti set černochů:
1. Oh I come from Alabama with a banjo on my knee,
I'm going to Louisiana, my true love for to see
It rained all night the day I left, the weather it was dry
The sun so hot I froze to death; Susanna, don't you cry.
R. Oh, Susanna, don't you cry for me
For I come from Alabama with my banjo on my knee.
2. I had a dream the other night when everything was still,
I thought I saw Susanna coming up the hill,
The buckwheat cake was in her mouth, the tear was in her eye,
I said I'm coming from Dixieland, Susanna don't you cry.
R. Oh Susanna...
3. I soon will be in New Orleans and then I'll look around
And when I find my gal Susanne, I'll fall upon the ground.
But if I do not find you there, then I will surely die
And when I'm dead and buried, Susanna don't you cry.
R. Oh Susanna...

Zlatokopecká verze:
I came from Salem City
with my washpan on my knee
I'm going to California,
the gold dust for to see.
It rained all night the day I left,
the weather it was dry
The sun so hot I froze to death,
Oh, brothers don't you cry.
Oh, Susannah, Oh, don't you cry for me
I'm going to California with my washpan on my knee.
I soon shall be in Frisco
and there I'll look around.
And when I see the gold lumps there,
I'll pick them off the ground.
I'll scrape the mountains clean, my boys,
I'll drain the rivers dry.
A pocketful of rocks bring home,
So, brothers don't you cry.

Píseň (respektive její dvě nejznámější sloky) se dočkala i českého překladu, jehož autorem je český spisovatel Josef Škvorecký:
1. Přicházím až z Alabamy se svým banjem sám a sám
a teď jdu do Louisiany navštívit svou milou tam.
Slunce praží, z nebe hromy hřmí, můj cíl je dalekej,
jenže láska má mě provází, Zuzano, neplakej!
R. Ó, Zuzano, Zuzano mám tě rád!
Přicházím z tý velký dálky k vám, na banjo budu hrát.
2. Včera v noci jsem měl krásnej sen a teď ho povím vám,
zpíval jsem Zuzaně pod oknem: Zuzano, rád tě mám.
Zuzana se z okna vykloní a šátkem zamává,
vzdychne, slzu z oka uroní, ach neplač, lásko má!
R. Ó, Zuzano...

## Coververze
Píseň Oh! Susanna byla během let nazpívána několika desítkami interpretů. Například, na své album Sweet Baby James ji zařadil americký zpěvák James Taylor. V roce 2012 tuto píseň nahrál Neil Young společně se skupinou Crazy Horse a vydal ji na svém albu Americana. Mimo to byla nazpívána v několika dalších jazycích, například v italštině nebo v nizozemštině.
V Česku se Zuzana těší oblibě jako trampská píseň, to hned ve dvou verzích. Známější verzi, s výše zmíněným textem Josefa Škvoreckého, nazpíval Waldemar Matuška. Text druhé verze napsal Milan Dufek a nahrála ji skupina Rangers – Plavci.